# حسام منظور
حسام منظور (زادهٔ ۱۸ آذر ۱۳۵۹) بازیگر تئاتر، سینما و تلویزیون اهل ارومیه است.

## زندگی هنری
حسام منظور، ۱۸ آذر ۱۳۵۹ در تهران زاده شد. مادرش اهل ارومیه است. او که فارغ‌التحصیل کارشناس ارشد کارگردانی از دانشگاه تربیت مدرس است، فعالیت‌های هنری خود را از سال ۱۳۸۲ آغاز کرده در بیش از ۴۰ نمایش ایفای نقش کرده‌است. وی تجربه اجرا در مراکز مطرح تئاتر اروپا از جمله پیکولو ایتالیا و جشنواره شکسپیر گدامفک لهستان را دارد. او همچنین از سال ۱۳۹۵ به تدریس رشته بازیگری در دانشگاه آزاد مشغول است.
او در سال ۱۳۸۸ برای نمایش مکبث به کارگردانی رضا ثروتی نامزد دریافت جایزه بهترین بازیگر مرد از جشنواره تئاتر دانشگاهی و در سال ۱۳۹۰ برای نمایش مکبث به کارگردانی رضا ثروتی نامزد دریافت جایزه بهترین بازیگر سال تئاتر از جشن بازیگر شد. او همچنین در سال ۱۳۹۵ برای بازی در نمایش اودیسه به کارگردانی آرش دادگر جایزه بهترین بازیگر سال را از سیزدهمین جشن بازیگر، دریافت کرد.

## آثار هنری[۱]
بازیگری تئاتر:
- نمایش خوان هشتم به کارگردانی محمد مسعود طیبی ۱۳۸۲
- نمایشنامه‌خوانی خانمچه و مهتابی نوشته اکبر رادی به کارگردانی محمدمسعود طیبی ۱۳۸۳
- نمایشنامه‌خوانی سایه نوشته هانس کریستین اندرسن به کارگردانی پیمان مجیدی ۱۳۸۳
- نمایش آخرین طلایه‌دار به کارگردانی حمید پورآذری ۱۳۸۳
- نمایش تصویر ماه در قهوه تلخ به کارگردانی حسن وارسته ۱۳۸۴
- نمایش کابوس خیابان هفدهم به کارگردانی مسعود موسوی ۱۳۸۴
- نمایش آرش به کارگردانی ساوبیا شیاری ۱۳۸۴
- نمایشنامه‌خوانی کاکتوس نوشته اکبر رادی به کارگردانی محمدمسعود طیبی ۱۳۸۴
- نمایشنامه‌خوانی تانگوی تخم مرغ داغ نوشته اکبر رادی به کارگردانی مسعود رادی ۱۳۸۴
- نمایش سلمان به کارگردانی محمود عزیزی ۱۳۸۴
- نمایش چه‌گوارا به کارگردانی کامبیز اسدی ۱۳۸۴
- نمایش کالون و قیام کاستلیون به کارگردانی آرش دادگر ۱۳۸۵
- نمایش یرما به کارگردانی محبوبه ارمیانی ۱۳۸۶
- نمایش کریستال تاور به کارگردانی نصرالله قادری ۱۳۸۷
- نمایش کاکتوس به کارگردانی محمد مسعود طیبی ۱۳۸۷
- نمایشنامه‌خوانی سکوت به کارگردانی سپیده نظری‌پور ۱۳۸۷
- نمایش مکبث به کارگردانی رضا ثروتی ۱۳۸۸
- نمایش خداحافظی نکن به کارگردانی محمد مسعود طیبی ۱۳۸۹
- نمایش دلم می خواد محکم بزنم تو گوش اتللو به کارگردانی مسعود موسوی ۱۳۸۹
- نمایش فرجام فر به کارگردانی محسن رنجبر ۱۳۸۹
- نمایش ایستگاه سلام به کارگردانی رسول نقوی ۱۳۹۰
- نمایش برف و بهمن به کارگردانی ایرج افشاری ۱۳۹۰
- نمایش مکاشفات راسکلنیکف با آر.جی. دیو در گالری دوزخ به کارگردانی پیمان مجیدی و سابینا شیاری ۱۳۹۵(دیپلم افتخار و جایزه بهترین متن مدرن از جشنواره بین‌المللی داستایوفسکی روسیه)
- نمایش بانویی از اسلو نوشته مجید رحیمی جعفری به کارگردانی مجید رحیمی جعفری و علی اتحاد ۱۳۹۶[۷]
- نمایش هملت به کارگردانی آرش دادگر
- نمایش الیزابت باتوری به کارگردانی حسام منظور
- نمایش فریز مکبث فریز به کارگردانی آرش دادگر ۱۴۰۲

## فیلم‌شناسی

### سینما
| سال  | عنوان                | کارگردان           | نقش       |
| ---- | -------------------- | ------------------ | --------- |
| ۱۴۰۲ | مجنون                | مهدی شامحمدی       |           |
| ۱۴۰۲ | بهشت تبهکاران        | مسعود جعفری جوزانی |           |
| ۱۴۰۱ | شماره ۱۰             | حمید زرگرنژاد      | احمد      |
| ۱۳۹۹ | طلاخون               | ابراهیم شیبانی     | محمود     |
| ۱۳۹۸ | مست عشق              | حسن فتحی           | حسام‌الدین |
| ۱۳۹۴ | ربوده شده            | بیژن میرباقری      |           |
| ۱۳۹۰ | تلفن همراه رئیس‌جمهور | علی عطشانی         | دکتر      |

### تلویزیون
| سال  | عنوان          | کارگردان          | پخش شده از | نقش                            |
| ---- | -------------- | ----------------- | ---------- | ------------------------------ |
| ۱۴۰۵ | سلمان فارسی    | داوود میرباقری    | شبکه یک    | پدر سلمان‌فارسی                 |
| ۱۴۰۴ | مهمان‌کشی       | احمد کاوری        | شبکه یک    | عبیدالله بن زیاد               |
| ۱۴۰۱ | نجلا ۲         | خیرالله تقیانی‌پور | شبکه سه    | عبد دشتی                       |
| ۱۳۹۹ | نجلا           | خیرالله تقیانی‌پور | شبکه سه    | عبد دشتی                       |
| ۱۳۹۸ | برادرجان       | محمدرضا آهنج      | شبکه سه    | چاوش نخعی                      |
| ۱۳۹۷ | بانوی عمارت    | عزیزالله حمیدنژاد | شبکه سه    | شازده ارسلان میرزا قوانلوقاجار |
| ۱۳۹۵ | روزهای بی‌قراری | کاظم معصومی       | شبکه سه    | علیرضا                         |

### نمایش خانگی
| سال  | عنوان | کارگردان   | پخش شده از | نقش  |
| ---- | ----- | ---------- | ---------- | ---- |
| ۱۴۰۰ | جزیره | سیروس مقدم | فیلیمو     | سعید |

## افتخارات
- نامزد جایزه بهترین بازیگر مرد در جشنواره تئاتر دانشگاهی برای نمایش مکبث ۱۳۸۸
- برنده جایزه بهترین بازیگر مرد در سیزدهمین جشن بازیگر برای نمایش اودیسه ۱۳۹۵
- برنده تندیس بهترین بازیگر مرد در پنجمین جشنواره جام جم برای مجموعه تلویزیونی بانوی عمارت ۱۳۹۷
- برنده تندیس حافظ بهترین بازیگر مرد درام در نوزدهمین جشن دنیای تصویر برای مجموعه تلویزیونی بانوی عمارت ۱۳۹۸[۱۳]